# 富田村 (福島県安積郡)
富田村（とみたむら）は福島県中通り中部、安積郡に属していた村。

## 概要
旧富田村時代は安積疏水の灌漑による農業が地域経済を支えていた地域であった。

## 地理
- 河川：逢瀬川

## 歴史
- 1889年（明治22年）4月1日 - 町村制施行により、富田村が単独で村制施行し安積郡富田村が発足[1][2]。
- 1954年（昭和29年）11月1日 - 郡山市及び一部地域が喜久田村へ編入される。同日富田村廃止。

### 変遷表
| 富田村村域の変遷表 | 富田村村域の変遷表 | 富田村村域の変遷表 | 富田村村域の変遷表             | 富田村村域の変遷表    | 富田村村域の変遷表 | 富田村村域の変遷表 |
| 1868年 以前        | 1868年 以前        | 明治22年 4月1日    | 明治22年 - 昭和64年            | 明治22年 - 昭和64年   | 平成元年 - 現在    | 現在               |
| ------------------ | ------------------ | ------------------ | ------------------------------ | --------------------- | ------------------ | ------------------ |
|                    | 富田村             | 富田村             | 昭和29年11月1日 郡山市に編入   | 昭和40年5月1日 郡山市 | 郡山市             | 郡山市             |
|                    | 富田村             | 富田村             | 昭和29年11月1日 喜久田村に編入 | 昭和40年5月1日 郡山市 | 郡山市             | 郡山市             |

## 人口・世帯

### 人口
総数 [単位： 人]
| 1889年（明治22年） | 1,468 |
| 1920年（大正 9年） | 2,173 |
| 1947年（昭和22年） | 4,403 |

### 世帯
総数 [単位： 世帯]
| 1920年（大正 9年） | 375 |
| 1947年（昭和22年） | 799 |